# Villers-sous-Foucarmont
Villers-sous-Foucarmont är en kommun i departementet Seine-Maritime i regionen Normandie i norra Frankrike. Kommunen ligger i kantonen Blangy-sur-Bresle som tillhör arrondissementet Dieppe. År 2022 hade Villers-sous-Foucarmont 185 invånare.

## Befolkningsutveckling
Antalet invånare i kommunen Villers-sous-Foucarmont
| Referens: INSEE |